# Jame (Slunj)
Jame es una localidad de Croacia en el ejido de la ciudad de  Slunj, condado de Karlovac.

## Geografía
Se encuentra a una altitud de 300 m s. n. m. a 109 km de la capital nacional, Zagreb.

## Demografía
En el censo 2011, el total de población de la localidad fue de 28 habitantes.
| Gráfica de población de Jame 1857-2011                              |
|                                                                     |
| Según los censos de población de la oficina estadística de Croacia. |